# Regiunea Louga
Regiunea Louga este o unitate administrativă de gradul I a Senegalului. Reședința sa este orașul Louga.